# علم الاجتماع التربوي
علم الاجتماع التربوي (بالإنجليزية: sociology of education)‏ هو فرع من فروع علم الاجتماع وهو علم مهم ويعرف بأنه العلم الذي يدرس أثر العمل التربوي في الحياة الاجتماعية، ويدرس كذلك في الوقت نفسه أثر الحياة الاجتماعية في العمل التربوي، أو قد يعرف بأنه العلم الاجتماعي الذي يدرس الظاهرة التربوية في نواحيها المتعددة، وفي إطار تفاعلها مع الواقع الاجتماعي المحيط بالإنسان.

## مجالات علم الاجتماع التربوي
يهتم علم الاجتماع التربوي بمسائل عديدة مثل: إيصال القيم الاجتماعية والثقافية والتربوية كذلك الدينية والوطنية إلى الطفل عن طريق النظام التعليمي، كما أنه يدرس المحددات الاجتماعية التي تؤثر في تقرير السياسات التربوية وأهداف النظام التعليمي، وكذلك يهتم علم الاجتماع التربوي عن تأثير المؤسسات الاجتماعية في النظام التعليمي، وتأثير العلاقة بين المدرسة والأسرة، في التحصيل المدرسي للطلاب، أيضاً دور النظام التعليمي في الحراك الاجتماعي، وأثر الأنماط الثقافية السائدة على النظام المدرسي، كذلك التعلم عن طريق جماعات الأقران، والعلاقات بين أفراد تلك الجماعات، ودور التربية في إعداد الناشئة لسوق العمل، والتحليل الاجتماعي لبنية النظام المدرسي والعلاقات السائدة فيه، ودور النظام المدرسي بصفته أداة للسيطرة الاجتماعية والضبط، وإعادة إنتاج العلاقات الاقتصادية والاجتماعية السائدة، وتحديد الطبقات الاجتماعية المستفيدة من النظام المدرسي، والتي تطبعه بخصائصها اللغوية والثقافية، وكذلك دور التربية في عمليات التحديث الاجتماعي.
يهتم هذا الميدان من علم الاجتماع ببحث الوسائل التربوية التي تؤدي إلى نمو أفضل للشخصية، لأن الأساس في هذا الميدان هو أن التربية عملية تنشئة اجتماعية. لذا فإن علم الاجتماع التربوي يبحث في وسائل تطبيع الأفراد بحضارة مجتمعهم. والتربية أساساً ظاهرة اجتماعية، يجب أن تدرس في ضوء تأثيرها في الظواهر الاجتماعية الأخرى من سياسية واقتصادية وبيئية وتشريعية، وتأثيرها في المتغيرات الاجتماعية الأخرى من خلال عمليات التفاعل الاجتماعي. من هنا أكد الاجتماعيون ضرورة تحليل لدور الذي يقوم به النظام التربوي في علاقته بأجزاء البناء الاجتماعي الديموغرافية أو الاقتصادية أو السياسية، وعلاقته بمثالية المجتمع أو نظراته العامة والإيديولوجيات التي تفعل فيه.
ويحتل علم الاجتماع التربوي مكانة خاصة في البلدان التي تعيش مرحلة نقلة حضارية، إذ تجري مجموعة من التغيرات الاقتصادية والاجتماعية، تلك التغيرات التي تستوجب إعادة النظر في مسائل التربية والتعليم وما يتعلق بها من ظواهر اجتماعية تواكب تلك التغيرات وتعمق جذورها.

## التاريخ
لهذا العلم تاريخ عريق فقد ظهر هذا العلم نتيجة لجملة من التطورات الاجتماعية، منها توقع دور النظام التعليمي في ترسيخ الديمقراطية الاجتماعية والتربوية والحراك الاجتماعي عن طريق التحصيل المدرسي،
كذلك إعداد الطلاب للحصول على فرص عمل، وتعزيز دور المدرسة في التنشئة الاجتماعية للطفل،
وتمثلت أعمال إميل دوركايم وماكس فيبر وكارل ماركس المقدمات النظرية لولادة علم الاجتماع التربوي.
وقد تجلى إسهام كل منهم في هذا المجال في كتبه، إذ كتب إميل دوركايم: «التربية والمجتمع» وأسهم كتاب ماكس فيبر «الأخلاق البروتستنتية وروح الرأسمالية» في شرح التطور الاجتماعي الرأسمالي في أوروبا الغربية، وعرض كارل ماركس الفكر الاجتماعي التربوي بشرح تأثير البنية التحتية، وأنماط الإنتاج وعلاقات الإنتاج، على البنية الفوقية كالبناء الثقافي والحقوقي للمجتمع والنظام التربوي والمدرسي السائد، كما ركز على أهمية الموازين الطبقية في العملية التربوية، وعلى قيم كل طبقة اجتماعية وتصوراتها. وانتقد تربية الأطفال بأساليب الإكراه في المجتمعات الرأسمالية.
كان لهؤلاء العلماء فضل عظيم لهذا العلم فقد مهد هؤلاء الرواد في تطور علم الاجتماع التربوي، فقد بحث جاكار في كتابه «علم الاجتماع التربوي» (1963) أفكار دوركايم، كما درس كل من جيرار وباستيد أثر الانتماء الاجتماعي في قوة التحصيل المدرسي في بحثهما «حول الطبقة الاجتماعية، وديمقراطية التعليم» فيام 1963.
وكتب العالم بول كلارك حول «الأسرة والتوجيه المدرسي لتلامذة الصف السادس الابتدائي».
هناك جهود عظيمة ودراسات عديدة من العلماء لكن لعل أكثر الأعمال إثارة للاهتمام والجدل هي الدراسة التي قام بها كل من بورديو وباسرون بعنوان «إعادة الإنتاج: حول نظرية نظام التعليم» وهي دراسة تكشف عن أن النظام التعليمي السائد في فرنسا يعيد بناء العلاقات الإنتاجية القائمة على تعزيز السيطرة الاقتصادية للطبقات السائدة.
أيضاً تكررت هذه الفكرة نفسها في عمل كل من بودلو واستابليه في كتابهما: «المدرسة الرأسمالية في فرنسا» عام 1971. ويبين ريموند بودون في بحثه «ثقافات الحظوظ التعليمية» عام 1974، أثر النظام المدرسي في عملية الحراك الاجتماعي في المجتمعات الصناعية.
ولعل أبرز الأعمال المهمة التي صدرت في بريطانيا هو ما قام به فريد كلارك، حول «التربية والتغير الاجتماعي» الصادر في لندن عام 1940، محللاً تاريخ التربية في المجتمع البريطاني، وداعياً إلى توظيفها في خدمة الطبقات السائدة،
كذلك اهتم العالم باسيل برنشتاين عام 1975 بمسألة العلاقة بين اللغة والانتماء الطبقي، مبيناً أن لغة النظام المدرسي في بريطانيا كانت وماتزال تعكس فكر الطبقات المتوسطة في المجتمع البريطاني.
وقدمت مرغريت آرشر في كتابها «الأصول الاجتماعية للأنظمة التربوية» الصادر في لندن عام 1967 تحليلاً للقوى الاجتماعية التي أثرت في تطور النظام المدرسي لخدمة مصالحها الاجتماعية والاقتصادية. وبين فرانك مسغروف في كتابه «المدرسة والنظام الاجتماعي» الصادر في لندن عام 1968 دور المدرسة في تعزيز التفاوت الطبقي بين طلابها، ويؤكد كتاب مايكل دون المعروف باسم «التربية في بريطانيا» الصادر في لندن عام 1979 الصادر في الفصل المعنون باسم «التربية والفقر»، الحقيقة نفسها مبيناً أن النظام التعليمي في بريطانيا يجعل الناس المستفيدين منه قادرين على تحسين ظروف حياتهم المعيشية.
وقام جون ديوي بدراسات تربوية واجتماعية وخاصة في كتابيه «المدرسة والمجتمع» عام 1899، و«الديمقراطية والتربية» عام 1916 مبيناً أثر الحياة الاجتماعية التقليدية في العمل التربوي، وترك هذان الكتابان أثراً تربوياً كبيراً في الولايات المتحدة الأمريكية، وكانت مؤلفاته إجمالاً مؤثرة في التربية والمجتمع العالمي بتركيزه على الخبرة والحرية والديمقراطية والتعاون بين التلاميذ وأبناء المجتمع. ويؤكد داتون في كتابه «الجوانب الاجتماعية للتربية» عام 1900، ضرورة ربط التربية بخبرات الطفل الاجتماعية في المنزل والمجتمع المحلي. وكان لهنري سوزلو فضل استعمال تعبير «علم الاجتماع التربوي» في الولايات المتحدة الأمريكية أول مرة عام 1910 في جامعة كولومبية.
وفي المرحلة نفسها صدر أيضاً كتاب وليم هاولي سميث «مدخل إلى علم الاجتماع التربوي»، الذي عرف هذا العلم بأنه «يستخدم نظرية علم الاجتماع وميادينه في دراسة قضايا التربية ونظرياتها وممارستها».
وفي الستينات والسبعينات من القرن العشرين حصلت أزمات اجتماعية في الولايات المتحدة الأمريكية بسبب البطالة والجريمة والصراعات العرقية، وصدرت مجموعة من الدراسات المهمة حول ديمقراطية التعليم،
لعل أشهر هذه الدراسات هي الدراسة المشتركة لكل من باول وجنتس بعنوان «النظام المدرسي في أمريكا الرأسمالية» الصادرة عام 1977، وكذلك دراسة إيفان إيليتش الشهيرة بعنوان «اللامدرسية».
لقد حلل كل من باول وجنتس الطابع الطبقي للنظام المدرسي في الولايات المتحدة الأمريكية الذي يعزز فرص أبناء الطبقة الغالبة من الطلاب في النجاح الاقتصادي والمادي، في حين اهتم العالم ايليتش ببيان مساوئ النظام المدرسي وطابعه القهري، ولذلك نعتها بهذه التسمية ودعا إلى التعلم الذاتي والتعلم عن طريق جماعات الأقران التعليمية، وكتب بعد ذلك عدداً من الكتب بالاتجاه نفسه مدعماً أقواله بتطور التقنيات ونظم المعلومات وتغيرها مما يؤدي إلى تغييرات اجتماعية وتربوية سريعة.
ويحلل باتريك فيتز في كتابه «التربية والحراك الاجتماعي في الاتحاد السوفييتي» الصادر في لندن عام 1979 دور المدرسة السوفييتية في تمكين أبناء الطبقات الفقيرة من المجتمع السوفييتي من تحسين ظروف حياتهم المعيشية.
وأسهمت الدراسات الاجتماعية في دول العالم الثالث في الكشف عن مختلف أشكال القهر الاجتماعي والثقافي الذي تعرضت لـه مجتمعات تلك الدول في حقبة الهيمنة الاستعمارية، مما أدى إلى تعزيز تخلفها الثقافي والتربوي، ويمكن الإشارة هنا إلى كتاب فرانز فانون «معذبو الأرض» ودراسة كابرال «السلطة والإيديولوجية».
وقد بينت بعض الدراسات الصادرة في تلك المجتمعات مسؤولية الأنظمة المدرسية في عهود الاستعمار عن الأمية الواسعة التي خلفتها في تلك المجتمعات بعد استقلالها، وخاصة اقتصار تعليمها على نخب معينة كي تخدم في أجهزتها الإدارية، وكشف باولو فرايري زيف حملات محو الأمية الرسمية في مجتمعات أمريكة الجنوبية والطابع القهري لمضامين المقررات المعتمدة في تلك الحملات لمحو أمية الفقراء من سكان الأحياء الفقيرة في البرازيل، ودعا إلى «تعليم للكبار» قائم على توعية الدارسين في صفوف محو الأمية بحقوقهم الاجتماعية والاقتصادية، وتعزيز ثقتهم بأنفسهم، مما يتيح لهم الإسهام في الإنتاج الاقتصادي والثقافي لمجتمعاتهم، والتخلص من هامشيتهم الاجتماعية. ويتضمن كتابه «تربية المقهورين» وكتاب «التربية من أجل الحرية» إشارات واضحة لتمكين الأميين الكبار من التحرر من دونيتهم الاجتماعية والثقافية.
وأكثر من كان له الفضل العظيم هو جورج باين فهو الذي لقب «أبو علم الاجتماع التربوي» فقد أصدر نشرة علم الاجتماع التربوي عام 1928، التي أصبحت فيما بعد النشرة الرسمية للجمعية الوطنية لعلم الاجتماع التربوي التي تأسست عام 1923.

## تطور علم الاجتماع التربوي في البلاد العربية
قامت معظم الجامعات العربية، وخاصة كليات التربية فيها بتدريس مادة علم الاجتماع التربوي مادة أساسية، إلا أن الدراسات والبحوث العلمية مازالت قليلة في مختلف مجالاته، وهناك دراسات قليلة لباحثين مهدت العلاقة بين فرص التعليم والاعتبارات الاجتماعية مثل دراسة زهير حطب المسماة «تكافؤ الفرص التعليمية للجنسين والاعتبارات الاجتماعية المنشورة عام 1981، وصورة الشخصية العربية في أدبيات الأطفال التجارية في الكيان الصهيوني لفوزي الأسمر،
ودراسة نبيل بدران بعنوان «التعليم والتحديث في فلسطين من عام 1917-1948» المنشورة عام 1971 ، وصدرت كتب جامعية عن كليات التربية في الجامعات العربية، اهتمت بدراسة علم الاجتماع التربوي وخاصة فيما يتصل بتاريخه ومشكلاته وتطبيقاته في الحياة المعاصرة.
ونشطت في العقد الأخير من القرن العشرين كليات التربية العربية في تشجيع الطلاب على إعداد رسائل ماجستير ودكتوراه تناقش مشكلات تربوية معينة كالأسباب الاجتماعية للتسرب المدرسي، ومشكلات التعليم في الريف، وقضايا تتصل بدور التعليم في الحراك الاجتماعي، ويمكن أن يكوّن هذا التوجه بداية جدية لتطور البحوث الميدانية في مختلف ميادين علم الاجتماع التربوي.

## أشهر النظريات الحديثة في علم الاجتماع التربوي

### التفاعلية الرمزية
تعتبر التفاعلية الرمزية واحدة من المحاور الأساسيةِ التي تعتمد عليها النظرية الاجتماعية، في تحليل الأنساق الاجتماعية.
وهي تبدأ بمستوى الوحدات الصغرى، منطلقةً منها لفهم الوحدات الكبرى، بمعنى أنها تبدأ بالأفراد وسلوكهم كمدخل لفهم النسق الاجتماعي.
فأفعالُ الأفراد تصبح ثابتةً لتشكل بنية من الأدوار؛ ويمكن النظر إلى هذه الأدوار من حيث توقعات البشر بعضهم تجاه بعض من حيث المعاني والرموز.
وهنا يصبح التركيز إما على بُنى الأدوار والأنساق الاجتماعية، أو على سلوك الدور والفعل الاجتماعي.
ومع أنها ترى البنى الاجتماعية ضمنا، باعتبارها بنى للأدوار بنفس طريقة بارسونز، إلا أنها لا تُشغل نفسها بالتحليل على مستوى الأنساق.
بقدر اهتمامها بالتفاعل الرمزي المتشكل عبر اللغة، والمعاني، والصور الذهنية، استنادا إلى حقيقة مهمة، هي أن على الفرد أن يستوعب أدوار الآخرين.
إن أصحاب النظرية التفاعلية يبدأون بدراستهم للنظام التعليمي من الفصل الدراسي (مكان حدوث الفعل الاجتماعي). فالعلاقة في الفصل الدراسي والتلاميذ والمعلم، هي علاقة حاسمة؛ لأنه يمكن التفاوض حول
الحقيقة داخل الصف، إذ يدرك التلاميذ حقيقة كونهم ماهرين أو أغبياء أو كسالى. وفي ضوء هذه المقولات يتفاعل التلاميذ والمدرسون بعضهم مع بعض، حيث يحققون في النهاية نجاحا أو فشلا تعليميا.

### النظرية المعرفية في علم الاجتماع التربوي
يعرف جورج غورفيتش علم اجتماع المعرفة على أنه: دراسة الترابطات التي يمكن قيامها بين الأنواع المختلفة للمعرفة من جهة، والأطر الاجتماعية من جهة ثانية.
فعلم اجتماع المعرفة يركز على الترابطات الوظيفية القائمة بين أنواع وأشكالِ المعرفة، بحد ذاتها، ثم بينها وبين الأطر الاجتماعية، مما يكشف عن أن عصب المعرفة يكمن في وظائفها.
أما علم اجتماع المعرفة التربوي فيعرفه يونغ على أنه: المبادئ التي تقف خلف كيفية توزيع المعرفة التربوية وتنظيمها، وكيفية انتقائها وإعطائِها قيمتها، ومعرفة ثقافة الحس العام، وكيف يمكن ربطها بالمعرفة المقدمة في المدارس، واعتبارها المدخل الحقيقي للتعليم.
وبناء على ذلك يهتم علم اجتماع التربية المعرفي بالبحث في الثقافات الفرعية داخل المجتمع، وعملية التنشئة الاجتماعية، وأثر ذلك على قيم الطفل واتجاهاته، ومستوى تحصيله الأكاديمي واللغوي. ويهتم أيضا بالبحث في طبيعة العلاقة المتبادلة بين التعليم والتغير الاجتماعي، وتحليل المدرسة كمؤسسة تربوية، معتمدا في ذلك على استخدام الأسلوب السوسيولوجي الدقيق.